# Густавія
Густавія (фр. Gustavia фр.: [ɡystavja], Шведською: [ˈɡɵ̂sːtaviːa]) — найбільше місто та адміністративний центр Сен-Бартельмі, заморської спільноти Франції.
Населення — 2 300 жителів (2005) з 6,8 тис. всієї громади Сен-Бартельмі.
Місто назване на ім'я шведського короля Густава III, коли Франція в 1785 році в обмін на право торгівлі в регіоні поступилася частиною своїх володінь; в 1878 році Густавія в складі всього острова Сен-Бартельмі знову перейшла до Франції.
Основна галузь економіки Густавії, як і всієї громади — туризм.
З пам'яток збереглися кілька англіканських церков середини XIX століття. Однак більшість жителів Густавії — католики.

## Галерея

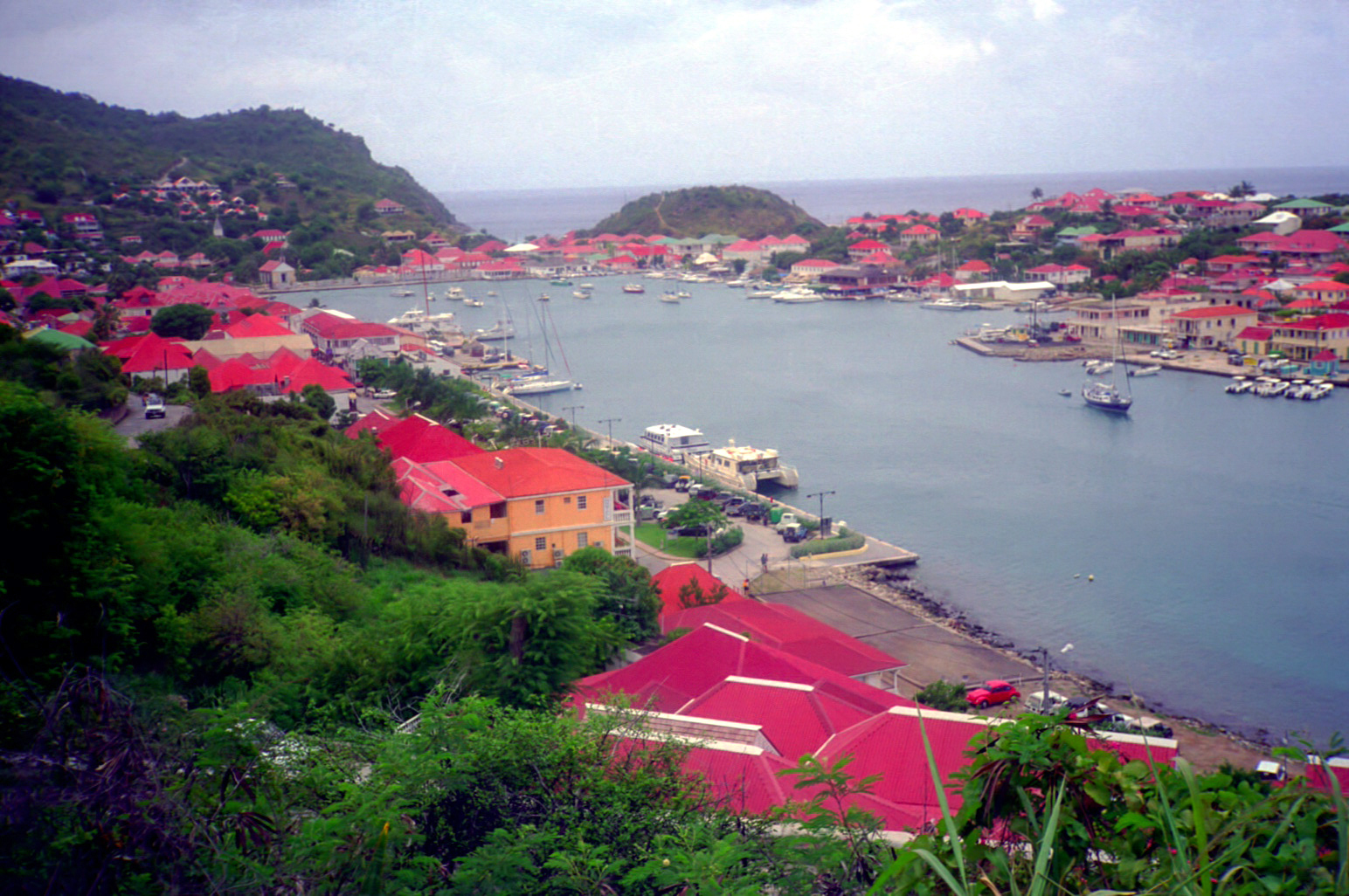
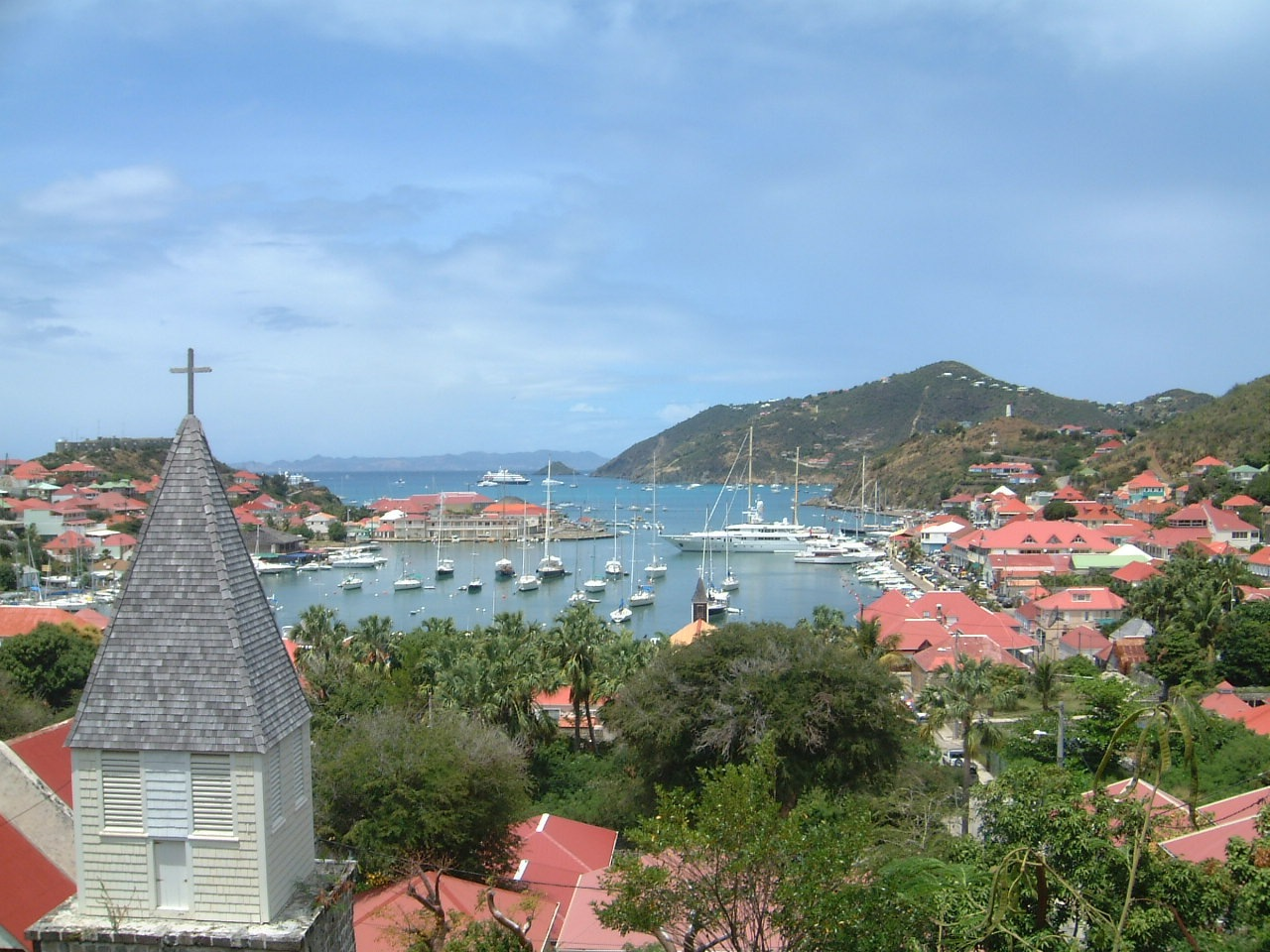
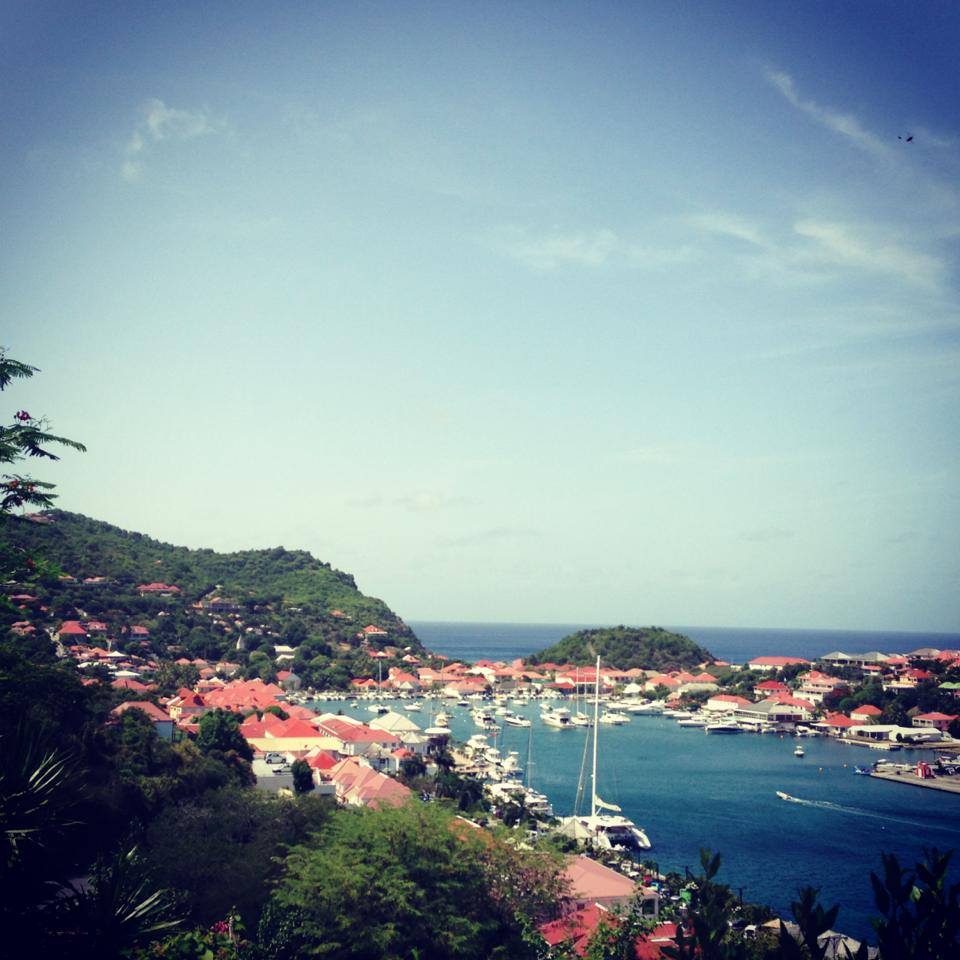
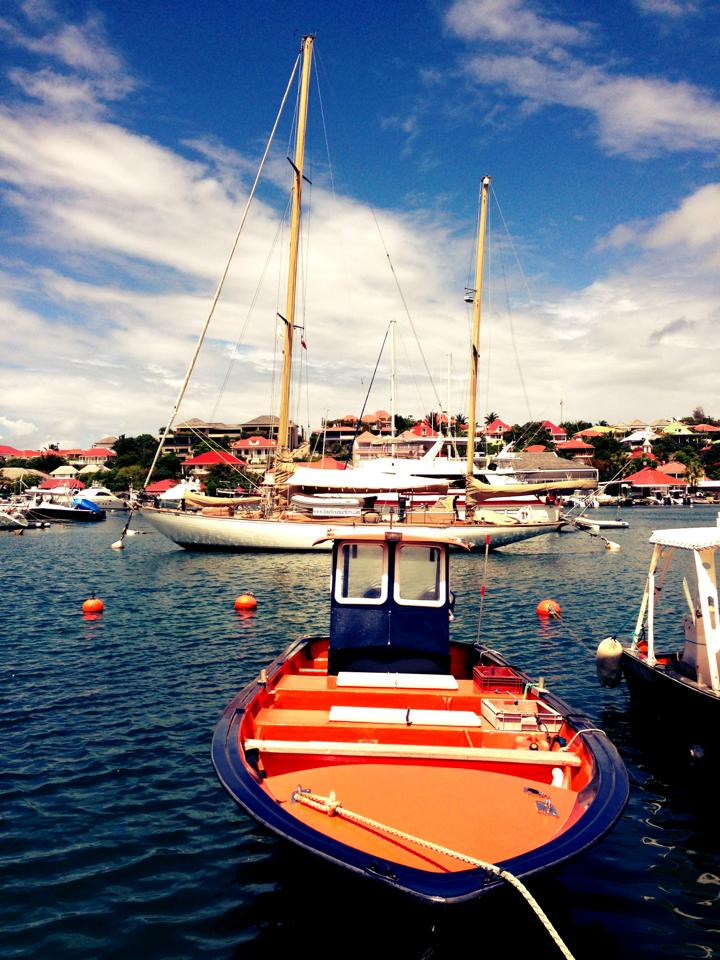

## Клімат
Місто знаходиться у зоні, котра характеризується кліматом тропічних саван. Найтепліший місяць — червень із середньою температурою 29.4 °C (85 °F). Найхолодніший місяць — січень, із середньою температурою 26.1 °С (79 °F).
| Клімат Густавії         | Клімат Густавії | Клімат Густавії | Клімат Густавії | Клімат Густавії | Клімат Густавії | Клімат Густавії | Клімат Густавії | Клімат Густавії | Клімат Густавії | Клімат Густавії | Клімат Густавії | Клімат Густавії | Клімат Густавії |
| Показник                | Січ.            | Лют.            | Бер.            | Квіт.           | Трав.           | Черв.           | Лип.            | Серп.           | Вер.            | Жовт.           | Лист.           | Груд.           | Рік             |
| Середній максимум, °C   | 29              | 29              | 29              | 30              | 31              | 32              | 32              | 32              | 32              | 31              | 31              | 30              | 31              |
| Середня температура, °C | 26              | 26              | 26              | 27              | 28              | 29              | 29              | 29              | 29              | 29              | 28              | 27              | 28              |
| Середній мінімум, °C    | 23              | 23              | 23              | 24              | 25              | 26              | 26              | 26              | 26              | 26              | 25              | 24              | 25              |
| ----------------------- | --------------- | --------------- | --------------- | --------------- | --------------- | --------------- | --------------- | --------------- | --------------- | --------------- | --------------- | --------------- | --------------- |
| Джерело: Weatherbase    |                 |                 |                 |                 |                 |                 |                 |                 |                 |                 |                 |                 |                 |